# Conjunt edificis d'estil modernista a la platja d'Empuriabrava
El Conjunt edificis d'estil modernista a la platja d'Empuriabrava és una obra de Castelló d'Empúries (Alt Empordà) protegida com a Bé Cultural d'Interès Local.

## Descripció
Edificis singulars construït als anys 1970, a la vegada que la urbanització Empuriabrava. La seva construcció va lligada a la necessitat de donar serveis a una platja que amb la construcció de la marina residencial passa a ser totalment urbana.
L'estil de la construcció és mediterrani, d'una sola planta amb dos cossos units per una arcada coberta. Les parets són cegues a la cara nord per resguardar-se de la tramuntana. Al sud hi ha grans obertures per gaudir del sol, el mar. L'edifici està construït per sobre d'un metre de la cota natural del terreny, d'aquesta manera l'espai de la terrassa queda limitat i s'obtenen vistes més panoràmiques.

### Edifici 1
Edifici situat al marge esquerre del riu Muga. Al nord té el conjunt d'edificis més alts del municipi nomenats Delta Muga.

### Edifici 2
Passeig marítim d'Empuriabrava davant de la zona de Gran Reserva Edifici situat al marge esquerre del riu Muga. Al nord té el conjunt d'edificis més alts del municipi nomenats Delta Muga.

### Edifici central
Edifici situat al davant de l'Av. Europa, a la part central de la platja d'Empuriabrava.

### Edifici de la bocana
Edifici situat a davant de Salins primera línia, a l'est la bocana del port esportiu i entrada dels canals de la marina.